# Chromatonotus andagoyae
Chromatonotus andagoyae är en kackerlacksart som beskrevs av Morgan Hebard 1921. Chromatonotus andagoyae ingår i släktet Chromatonotus och familjen småkackerlackor.

## Underarter
Arten delas in i följande underarter:
- C. a. andagoyae
- C. a. chocoensis